# 毛里蒂
毛里蒂是巴西塞阿拉州的一个市镇。总面积1111.856平方公里，总人口41384人，人口密度37.2人/平方公里。